# Nagy József (labdarúgó, 1926)
Nagy József (Pusztaegres, 1926. október 14. – Budapest, 2002. augusztus) magyar bajnok labdarúgó, csatár.

## Élete
A második világháború utáni háromszoros magyar bajnokcsapat, az Újpesti TE középcsatára volt. Pályafutását egy térdsérülés miatt kellett feladnia.
1947-ben megnősült, felesége Chrudinák Jolán. Három gyermekük született: Jolán, József és Ágnes. Az Egyesült Izzóban mechanikai műszerészként dolgozott, majd rokkantnyugdíjazásáig – a magasabb fizetés miatt – szállítómunkásként helyezkedett el. Felesége halála után (1990) – az év nagy részét balatonaligai házában töltötte. Unokái: Zsuzsanna, Ildikó, Krisztián, Szilvia, Tamás. 2002 augusztusában halt meg.

## Sikerei, díjai
- Magyar bajnokság
  - bajnok: 1946–47